# Chiesa di Santa Maria Assunta (Monghidoro)
La chiesa di Santa Maria Assunta è la parrocchiale di Monghidoro, in città metropolitana e arcidiocesi di Bologna; fa parte del vicariato di Setta-Savena-Sambro.

## Storia
In base a un'iscrizione ancora leggibile sull'antico campanile verso la fine del Settecento si sa che esso era stato eretto nel 1296; si desume, quindi, che la primitiva cappella monghidorese risalisse a un'epoca ancora precedente.
La chiesa, che versava in cattive condizioni, venne interessata nel 1545 da un restauro, mentre altri interventi si susseguirono sempre nel medesimo secolo.
La parrocchiale fu nuovamente restaurata e risistemata nell'XIX secolo su disegno dell'ingegnere Ulisse Montanari.
Durante il secondo conflitto mondiale, nel 1944, il luogo di culto venne colpito dai bombardamenti angloamericani subendo danni così gravi che, nel dopoguerra, si optò per demolire i resti della struttura e di riedificarla ex novo; il progetto fu affidato all'architetto Luigi Vignali e tra il 1950 e il 1951 si procedette alla ricostruzione della parrocchiale.
Negli anni settanta la chiesa fu adeguata alle norme postconciliari mediante l'aggiunta dell'ambone e dell'altare rivolto verso l'assemblea; nel 1991 si provvide a costruire anche il campanile utilizzando pietra arenaria locale.

## Descrizione

### Esterno
La facciata a vento in pietra della chiesa, caratterizzata dal coronamento piatto e rivolta a nordest, presenta al centro il portale, sormontato da un arco ribassato, ed è scandita da lesene sorreggenti degli archi a tutto sesto
Accanto alla parrocchiale si erge il campanile a base ottagonale, suddiviso in più registri da cornici; la cella presenta su ogni lato una finestra rettangolare ed è coronata dalla guglia.

### Interno
L'interno dell'edificio si compone di un'unica navata a pianta rettangolare, le cui pareti sono suddivise da una cornice marcapiano in due registri, di cui quello superiore abbellito da una fila di archetti pensili entro i quali sono iscritte le finestre; al termine dell'aula si sviluppa il presbiterio, rialzato di un gradino e chiuso dall'abside di forma semicircolare, coperta dalla semicupola.